# Poul Bjørndahl Astrup
Poul Bjørndahl Astrup (4 de agosto de 1915-30 de noviembre de 2000) fue un químico clínico danés famoso por inventar un  electrodo de CO2 y coinventar el concepto de exceso de base.